# Eussocialidade

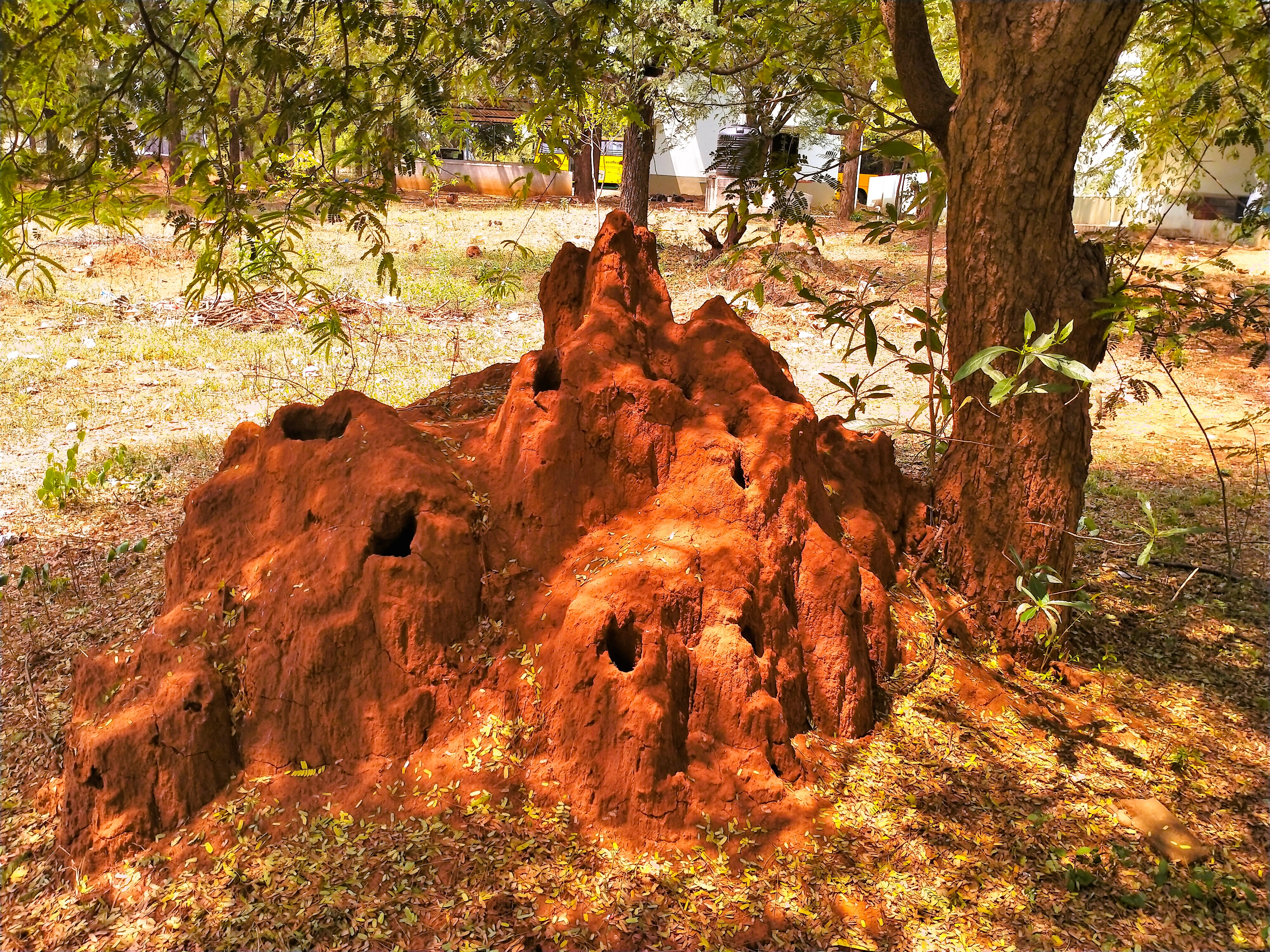
um formigueiro

A Eussocialidade (do grego Eu “adequado” e do latim socius “companheiro”) é um sistema de organização social caracterizado por três aspectos fundamentais: divisão reprodutiva do trabalho, gerações sobrepostas e cuidado cooperativo dos jovens. Essa estrutura promove harmonia dentro da colônia e maximiza a aptidão genética do grupo como um todo. Espécies eussociais passam por um longo processo evolutivo até atingirem um ponto de organização irreversível, conhecido como "ponto de não retorno", onde os indivíduos não podem mais retornar ao comportamento solitário, devido à existência de castas com diferenças anatômicas específicas.
A origem da eussocialidade é explicada por duas hipóteses principais: uma sugere que a seleção ocorre pelo parentesco próximo, favorecendo a eussocialidade em grupos de indivíduos geneticamente relacionados. A outra hipótese propõe que a seleção se dá inicialmente sem a necessidade de parentesco, mas o parentesco entre os membros do grupo aumenta com o tempo. As evidências empíricas atualmente favorecem a segunda hipótese, mas ainda não há consenso definitivo. Um exemplo de espécie que está em transição para a eussocialidade são as abelhas carpinteiras xilocopinas, que exibem um comportamento semissocial, com divisão de funções entre rainha e operária, principalmente quando há parentesco.
A organização das colônias eussociais é dividida metaforicamente em duas áreas principais: a fortaleza (onde as operárias constroem e defendem o ninho) e a fábrica (onde a rainha põe ovos e, junto com as operárias enfermeiras, cuida dos filhotes até a maturidade). Acredita-se que a defesa contra inimigos e a evolução de estratégias mais sofisticadas de forrageamento, como a comunicação química, foram fatores cruciais para o sucesso dessas espécies. Essa comunicação eficiente permite que as colônias avisem sobre ameaças e localizem fontes de alimento com precisão.
Embora a eussocialidade seja rara, ela é extremamente bem-sucedida. Poucas espécies de insetos apresentam essa forma de organização, mas aquelas que a possuem representam mais da metade da biomassa total de insetos, evidenciando sua vantagem adaptativa. As espécies eussociais mais conhecidas são abelhas, formigas e cupins, mas também existem exemplos em mamíferos, como o rato-toupeira-pelado, e em algumas plantas, como a samambaia chifre-de-veado.

## Evolução da Eussocialidade
Apesar de ser um comportamento comumente observado, a eussocialidade é um fenômeno raro na natureza.
Charles Darwin considerava a eussocialidade como um grande problema na idealização de sua teoria da seleção natural, declarando que a existência de castas estéreis como “uma dificuldade especial, que a princípio me pareceu insuperável, e realmente fatal para a minha teoria”. No entanto, Darwin conseguiu chegar bem perto de “solucionar” esse problema quando teorizou que se o traço de esterilidade for herdado por alguns indivíduos, e esses indivíduos estéreis passem a auxiliar os parentes reprodutivos, o traço de esterilidade pode se fixar na população e evoluir. Infelizmente Darwin não levou em conta que não são todos os animais eussociais que apresentam indivíduos estéreis. Apesar disso, essa percepção serviu como guia para a composição de novas teorias que visam explicar a eussocialidade.

#### Pré-condições
Atualmente, os cientistas conseguiram estabelecer duas pré-condições básicas para a evolução da eussocialidade em todas as espécies: proles do tipo nidícolas (exigem um nível considerável de cuidado parental até que atinjam a maturidade); baixas taxas de sucesso reprodutivo em casais solitários. Fora alguns fatores ecológicos que forçam os indivíduos a formarem grupos com uma certa necessidade de ordem social.

#### A hipótese da haplodiploidia
Conforme descrito pela teoria da aptidão inclusiva, os indivíduos podem aumentar seu fitness, aumentando a produção reprodutiva de outros indivíduos geneticamente próximos. Dessa forma, William D. Hamilton propôs que a eussocialidade surge com mais facilidade em espécies haplodiploides, como Hymenoptera, já que indivíduos dessas espécies são mais intimamente relacionados com suas irmãs do que sua prole. Ou seja, elas transmitem mais genes ajudando a criar suas irmãs do que criando seus próprios filhos. Contudo, existem alguns furos nessa teoria, como o fato de que nem todas as espécies eussociais são haplodiploides. Assim como também existem espécies haplodiploides não eussociais e espécies eussociais haplodiploides em que a rainha acasala com vários machos, formando uma colmeia em que as meias-irmãs compartilham apenas 25% dos genes.

#### A hipótese da ligação cromossômica e a hipótese da simbiose
Os cupins possuem duas hipóteses próprias para a evolução do comportamento eussocial:
A primeira é a hipótese da ligação cromossômica, na qual leva em conta que grande parte do genoma dos cupins é ligado ao sexo. De forma que os machos auxiliam na criação da prole masculina, enquanto as fêmeas cuidam da feminina (divergindo da hipótese da haplodiploidia).
A segunda é a hipótese da simbiose, na qual leva em conta que os cupins dependem da interação com outros cupins para que sua microbiota intestinal (extremamente importante para a digestão de celulose) possa se restabelecer após o ato de muda, já que eles perdem o seu revestimento intestinal quando passam por esse processo. Ou seja, essa condição os forçaria a se tornarem sociais, podendo ser uma pré-condição para que a eussocialidade evolua neste grupo.

## Hymenoptera
A eussocialidade aparece em muitos animais da ordem hymenoptera, principalmente em formigas, abelhas e vespas As castas são divididas de maneira geral, em uma rainha reprodutiva, machos (em geral somente tem a função de reprodução), operárias (podendo ou não ser estéreis) e soldados.

#### Abelhas

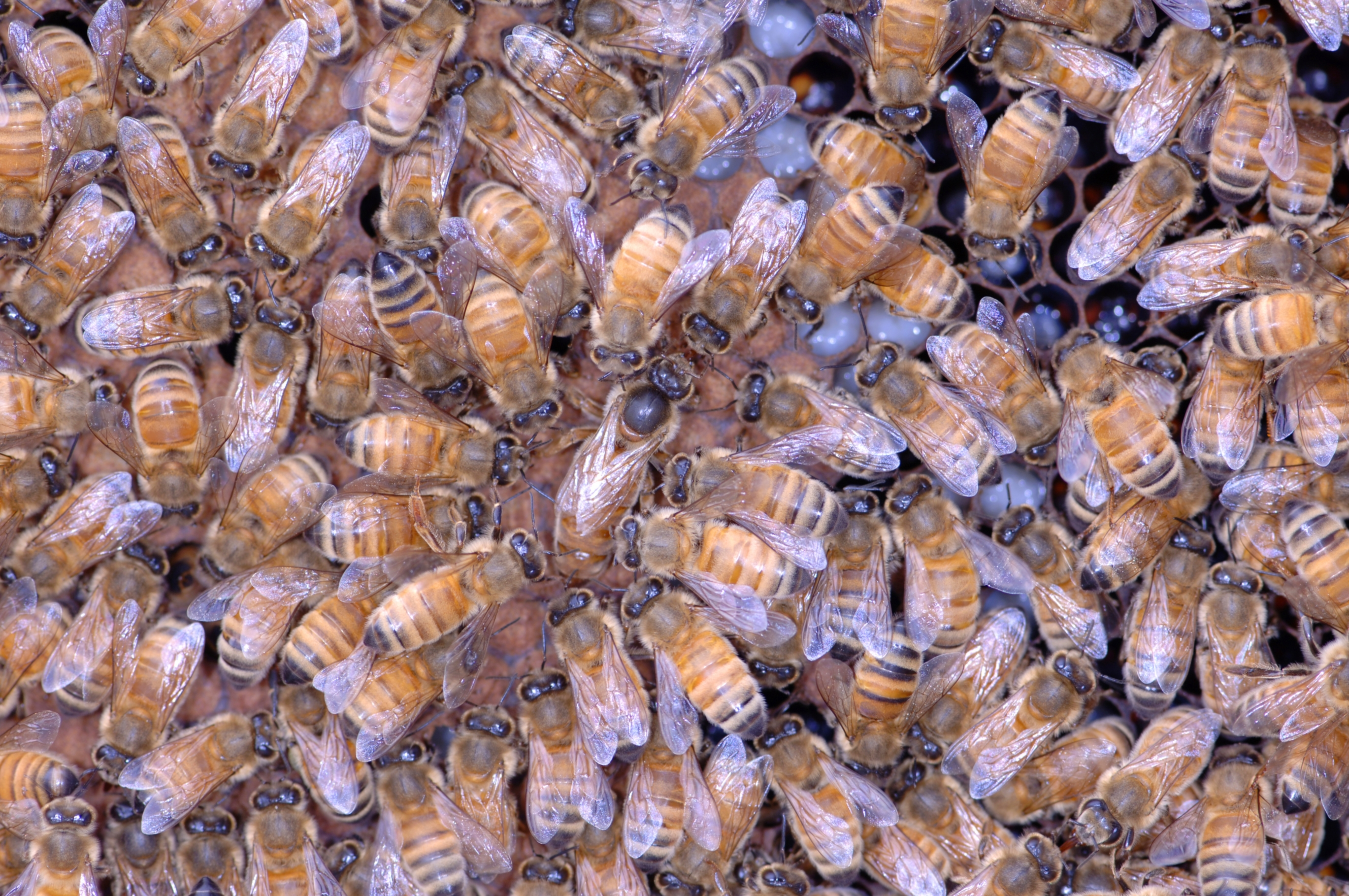
Abelha rainha da espécie Apis mellifera no centro rodeada por operárias

Em abelhas o comportamento eussocial apareceu de forma em convergente, sendo os membros das famílias Apidae e Halictidae os principais os que em geral é associado esse comportamento. Estas sociedades são compostas por uma rainha reprodutora com a função de postura de ovos, zangões e operárias (geralmente inférteis), a rainha tem a função de postura de ovos, as operárias fazem o forrageamento construção de ninhos e outros trabalhos, e os zangões têm como função a reprodução fazendo com que não sobrevivem mais que essa época. As abelhas operárias têm sua origem de ovos fertilizados (diploides) e os zangões têm origem de ovos não fertilizados (haploides).

#### Vespas

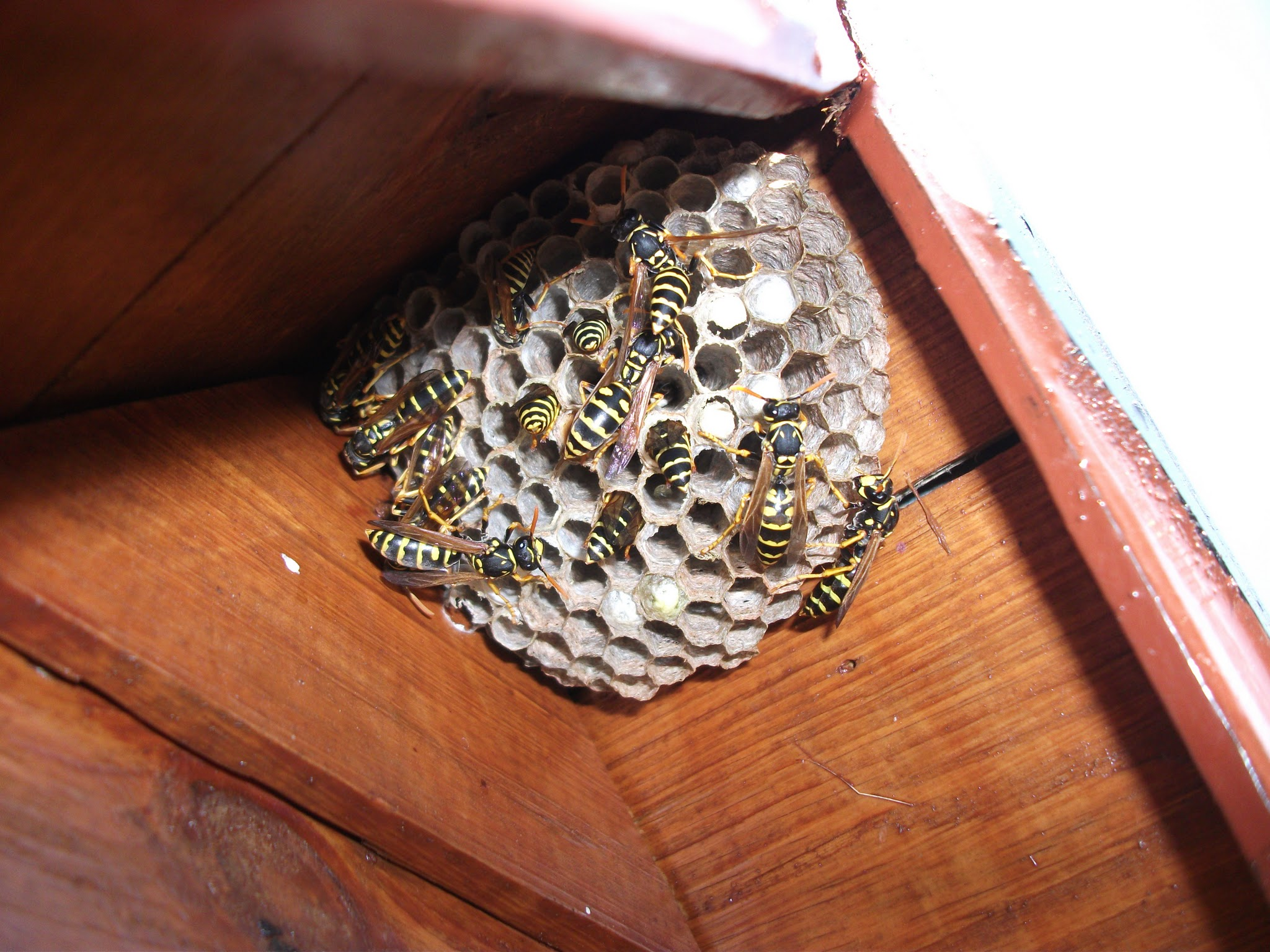
vespas do papel (Polistes dominula) em um ninho

Em vespas o comportamento eussocial é encontrado em membros da família Crabronidae e Vespidae, sua casta é bastante similar com as abelhas, porém elas apresentam um comportamento diferente. O comportamento de enxameação das vespas é onde uma rainha (jovem ou não) e alguns operárias vão dar origem a novas colônias, isso ocorre de maneira sazonal (em algumas espécies) quando uma rainha adulta se encontra na mesma colônia, podendo gerar conflito e, por consequência ocorre este comportamento, ou quando a colônia ou a prole foram muito danificados, porém esse comportamento pode não acontecer, fazendo com que a colônia cresça normalmente com proles de diferentes rainhas.

#### Formigas

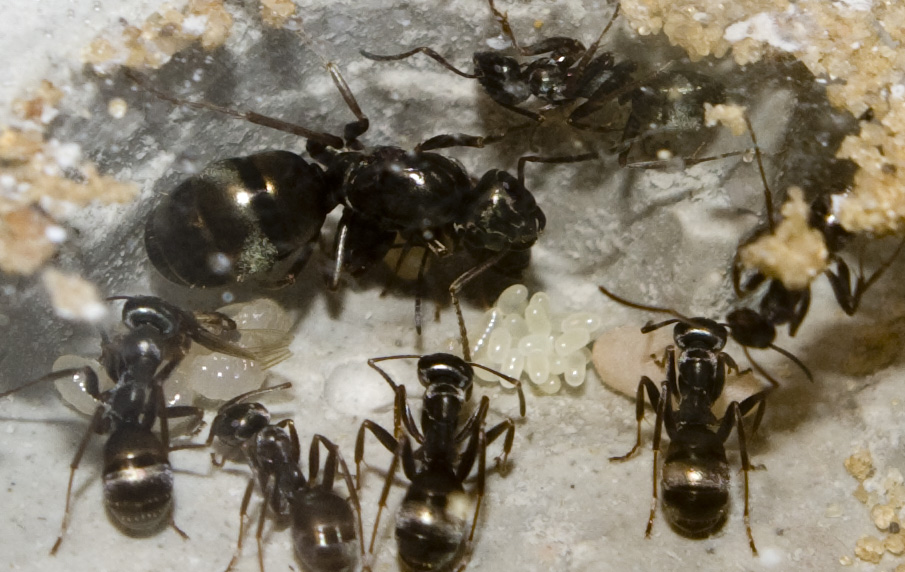
Rainha da espécie Hurtnica pospolita no centro com larvas, ovos e operárias

As formigas são o grupo com o maior número de espécies eussociais. Sua casta é dividida em uma rainha reprodutora com a função de postura de ovos, operárias com a função de forrageio e cuidado com a prole, e soldados com a função de defender a colônia. As formigas possuem variação no número de rainhas nas colônias, uma colônia com apenas uma rainha não possui machos diploides, aparecendo somente na época de desenvolvimento de indivíduos alados na colônia. Em uma colônia onde possui mais de uma rainha a fecundação acontece de maneira mais aleatória, os machos são diploides, por consequência as colônias poliginia produzem menos rainhas por não terem um período reprodutivo estabelecido.

## Isópteros

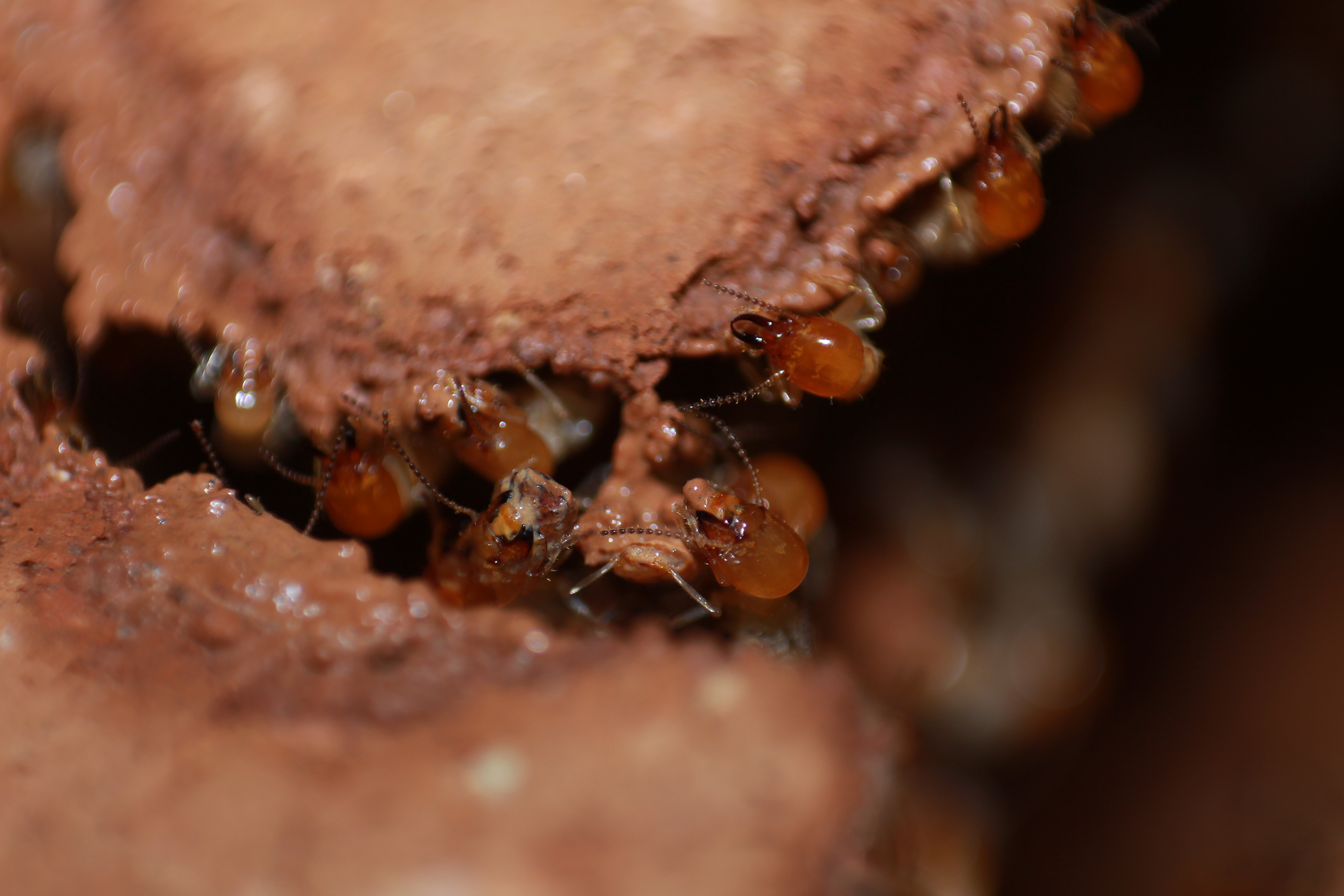
Operárias escavando tuneis

Cupins são o grupo de animais mais antigo a apresentar este comportamento eussocial, surgindo no início do cretáceo. Sua casta é dividida em rei e rainha reprodutores, trabalhadores que tem a função de forrageio e expansão da colônia, e soldados que tem a função de defender a colônia. Suas larvas são capazes de se diferenciar em qualquer classe da casta, sendo todas de origem diploide, assim podem se derivar em qualquer nível da casta. Em algumas espécies as operárias mantêm está característica podendo substituir o casal reprodutor ou os soldados estéreis, caso necessário, os soldados não mantêm essa característica.

## Rato-toupeira-pelado
A eussocialidade nos rato-toupeira-pelado (Heterocephalus glaber) foi descoberta por Jarvis. Nem todas as espécies possuem essa organização social, podendo também ser solitários, que não possuem as adaptações necessárias para a vida em grupo. A hipótese aceita atualmente é a que indica que essas adaptações resultam da demanda do nicho subterrâneo, como especializações neurológicas e fisiológicas. Essas alterações foram resultado das pressões ambientais, por viverem em ambientes de extremos climáticos, o que afeta a distribuição de alimentos (raízes e tubérculos subterrâneos) e os custos/resultados associados ao forrageamento, dispersão e formação de novas colônias. Assim, com a nova forma de organização, os custos energéticos da escavação são distribuídos e aumenta a probabilidade de encontrar alimento. Em contrapartida, alguns cientistas discordam dessa teoria, argumentando que a eussocialidade nos rato-toupeira-pelado é resultado de uma tendência ancestral para a "monogamia cooperativa", reforçada por um estilo de vida subterrâneo que restringe a dispersão.
São encontrados em algumas regiões pela África, e se organizam em colônias subterrâneas de até 300 indivíduos. Viver em um ambiente subterrâneo traz vantagens, como proteção contra predadores e temperaturas externas, mas a dispersão e formação de novas tocas demanda um alto custo energético. Em ambientes mais áridos, os indivíduos tendem a rejeitar “estrangeiros”, o que resulta em maior parentesco nessas colônias. Em colônias maiores, há mais sobrevivência da prole. Seu modo de vida inclui uma única fêmea reprodutora, a rainha, que monopoliza a reprodução. Todas as outras fêmeas na colônia são operárias estéreis que, junto com os machos, ajudam na criação dos filhotes, na proteção do ninho e na manutenção da colônia (coleta de alimentos e construção e manutenção de túneis). As fêmeas são estéreis pois suprimem sua reprodução, inibindo o desenvolvimento dos órgãos reprodutivos através de mecanismos hormonais. Além disso, o principal papel dos machos na colônia é a fertilização da rainha (possui maturação sexual tardia), e também ajudam na resolução de conflitos entre os indivíduos.
Os neuropeptídeos ocitocina e vasopressina desempenham papéis cruciais na modulação da sociabilidade, formação de vínculos monogâmicos, comportamento aloparental e agressão. As espécies eussociais de ratos-toupeira exibem comportamento cooperativo e divisão do trabalho, com castas reprodutivas distintas e membros não reprodutores que realizam tarefas especializadas, como manutenção da toca e cuidados aloparentais. Variações na sazonalidade da reprodução e na ovulação são observadas entre espécies solitárias e sociais, influenciadas por adaptações às condições ambientais ecológicas, como disponibilidade de alimentos e precipitação.

## Chifre-de-veado

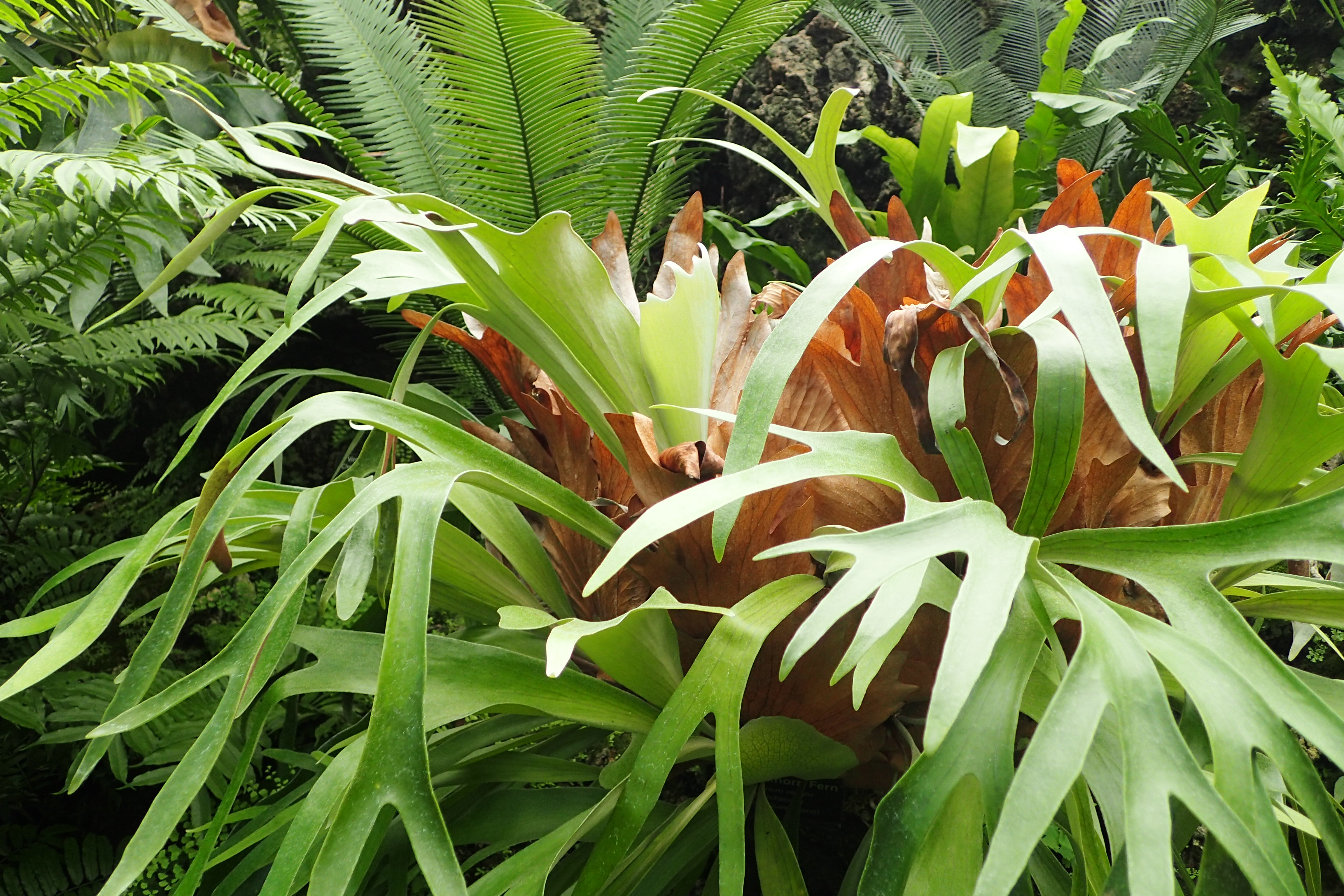
Platycerium bifurcatum

Além do reino Animalia, também é conhecido em Plantae uma forma primitiva da eussocialidade. Na samambaia Platycerium bifurcatum (Polypodiaceae), os indivíduos clones vivem em colônias. Cada indivíduo se especializa da melhor maneira para a manutenção da colônia, como a diferenciação do tamanho e formato das folhas: para coleta e retenção de água, as folhas no topo da colônia são pregueadas em forma de leque; para a canalização da água, tem folhas em formato de “calha"; para melhor fixação e sustentação da colônia, na parte inferior tem folhas em formato de “ninho”. Dessa forma, cada indivíduo possui uma função distinta na colônia, havendo divisão de trabalho. Em espécies não eussociais, essa diferenciação das folhas não ocorre.

## Crustáceos
Em crustáceos, a eussocialidade evoluiu três vezes independentemente no gênero Synalpheus, pequenos crustáceos que habitam esponjas. Neste grupo, algumas espécies possuem uma sociedade composta por apenas uma fêmea reprodutora, enquanto existe uma casta de machos e fêmeas não reprodutores, que tem função de defesa e manutenção da colônia. Por outro lado, não existe uma diferença morfológica muito grande entre os indivíduos não reprodutores.
É demonstrado que essa organização dá vantagem competitiva contra grupos menos organizados onde eles têm seu estabelecimento na esponja dificultado.

## Afídeos
Em certos grupos de pulgões que induzem galha como colônia, há o desenvolvimento de machos estéreis partenogenéticos como soldados, sendo uma casta de soldados tendo como função a defesa da colônia e dos outros pulgões reprodutores. Estes, são ninfas não completamente desenvolvidas, e são produzidos a partir da necessidade da colônia.